# Hydrolycus wallacei
Hydrolycus wallacei es una especie de peces de la familia Cynodontidae en el orden de los Characiformes.

## Morfología
Los machos pueden llegar alcanzar los 33,5 cm de longitud total.

## Hábitat
Es un pez de agua dulce y de clima tropical.

## Distribución geográfica
Se encuentran en Sudamérica:  cuencas de los ríos Orinoco y  Negro.